# Festival de Karlovy Vary 2006
La 41.ª edición del Festival Internacional de Cine de Karlovy Vary tuvo lugar entre el 30 de junio y el 8 de julio de 2006.

## Palmarés
Sección oficial
- Globo de Cristal (Grand Prix): "Sherrybaby" (Estados Unidos), dirigida por Laurie Collyer
- Premio Especial del Jurado (ex aequo): "Christmas Tree Upside Down (Obarnata elha)" (Bulgaria/Alemania), de Ivan Cherkelov y Vassil Zhivkov; "Beauty in Trouble (Kráska v nesnázích)" (República Checa), de Jan Hřebejk
- Premio al mejor director: Joachim Trier, por "Reprise" (Noruega)
- Premio a la mejor actriz: Maggie Gyllenhaal, por "Sherrybaby" (Estados Unidos)
- Premio al mejor actor: Andrzej Hudziak, por "Several People, Little Time (Parę osób, mały czas)" (Polonia)
- Mención Especial del jurado: "This Girl Is Mine (L´enfant d´une autre)" (Estados Unidos), de Virginie Wagon

Documentales
- Premio al mejor documental (-30 minutos): "Views of a Retired Night Porter", de Andreas Horvath (Austria)
- Premio al mejor documental (+30 minutos) (ex aequo): "Life in Loops (A Megacities RMX)", de Timo Novotny (Austria) y "In the Pit (En el hoyo)", de Juan Carlos Rulfo (México)
- Mención Especial del jurado: "Other Worlds (Iné svety)" (Eslovaquia/República Checa), de Marko Škop

Sección "Al este del Oeste"
- Premio a la mejor película: "Monkeys in Winter (Maimuni prez zimata)", de Milena Andonova (Bulgaria/Alemania)
- Mención Especial del jurado (ex aequo): "White Palms (Fehér tenyér)" (Hungría), de Szabolcs Hajdu y "Tomorrow Morning (Sutra ujutru)" (Serbia), de Oleg Novković

Otros premios
- Globo de Cristal por su contribución artística al mundo del Cine: Andy García, Robert K. Shaye y Jan Němec
- Premio del Público: "Other Worlds (Iné svety)" (Eslovaquia/República Checa), de Marko Škop
- FIPRESCI Premio de los Críticos: "Frozen City (Valkoinen Kaupunki)", de Aku Louhimies (Finlandia)
- Premio Don Quijote: "Reprise", de Joachim Trier (Noruega)
- Mención Especial del jurado: "Frozen City (Valkoinen Kaupunki)", de Aku Louhimies (Finlandia)
- Premio del Jurado Ecumenical: "El destino", de Miguel Pereira (Argentina/España)
- Mención Especial del jurado: "Goodbye Life (Shab Bekheir Farmandeh)", de Ensieh Shah-Hosseini (Irán)
- Premio a la mejor película Europea: "Frozen City (Valkoinen Kaupunki)", de Aku Louhimies (Finlandia)
- Premio de la Televisión Checa (Cámara Independiente): "Play", de Alicia Scherson (Chile/Argentina/Francia)

- Datos: Q5639180
- Multimedia: 41st Karlovy Vary International Film Festival / Q5639180